# Чвпк
Чвп
к (заводской тип 113) — российский паровоз типа 0-4-0, выпускавшийся на Коломенском заводе с 1909 по 1911 год для Варшаво-Венской железной дороги (ширина колеи 1435 мм). На данной дороге это был первый локомотив, построенный для работы на перегретом паре; по конструкции является дальнейшим развитием компаунд-паровозов Чв
г и Чв
х «немецкой» конструкции. Один из последних представителей серии Ч.

## Постройка
Первые паровозы типа 0-4-0 на Варшаво-Венской железной дороге были произведены на немецком заводе Hanomag. Они поступили в 1895 году, а в 1912 году получили обозначение Чв
г; их простая паровая машина, либо компаунд, работали на насыщенном паре. С 1904 года начались уже поставки паровозов российского производства — Харьковского завода (с 1912 — Чв
х), которые по конструкции были аналогичны немецким и также работали на насыщенном паре. Однако проводившиеся в стране опыты с пароперегревателями показали, что работающие на перегретом паре паровозы были гораздо экономичнее; это побудило директоров Варшаво-Венской дороги заказать локомотивы с пароперегревателями — 5 у Харьковского завода и 12 у Коломенского.
В 1909 году Коломенский завод выпустил два паровоза, которые получили на дороге номера 478 и 479. Также в 1910 и 1911 годы было построено ещё по пять машин (номера 480—484 и 485—489 соответственно). Согласно введённой в 1912 году «Номенклатуре серий паровозов», они получили литеру Ч (с четырьмя движущими колёсными парами (тип 0-4-0)) и полное обозначение серии Чвп
к — для Варшаво-Венской дороги (в) с пароперегревателем (п) производства Коломенского завода (к).

## Конструкция
Паровой котёл состоял из трёх барабанов и имел внутренний диаметр 1468 мм; его цилиндрическая часть состояла из 122 дымогарных труб длиной 4200 мм и диаметром 44/49 мм, а также 21 жаровой трубы диаметром 125/133 мм, в которых располагались элементы простого двухоборотного пароперегревателя системы Шмидта. Топка была радиального типа схемы Крэмптона. Предохранительные клапаны системы Рэмсботтома ранее хорошо себя зарекомендовали на паровозах серий Чв
г и Чв
х, а потому были применены и на серии Чвп
к.
Сам паровой котёл опирался на раму в двух точках, при этом связь с передней опорой была выполнена жёсткой, а с задней — с помощью качающегося листа. Гарнитура котла была преимущественно немецкого типа, включая инжекторы Штрубега (Фридмана) с производительностью 180 л/мин. Примечательно, что на котле отсутствовал общий забор пара из сухопарника, а каждое устройство имело собственный отбор пара, в том числе у некоторых он располагался за коллектором.
Листовая рама имела толщину полотен 28 мм; рессорное подвешивание — четырёхточечное с нижним расположением листовых рессор. Экипажная часть была выполнена под европейскую колею (1435 мм), однако была предусмотрена возможность быстрой замены колёсных пар для работы на русской колее (1524 мм). Простая паровая машина имела два горизонтальных цилиндра, которые располагались на одной высоте с центрами колёсных пар, а распределение пара осуществлялось цилиндрическими золотниками диаметром 150 мм. Также новые паровозы были первыми на дороге, у которых ползун имел одну направляющую, вместо двух. Парораспределительный механизм был системы Вальсхарта (Гейзингера). Первые два паровоза серии были оборудованы воздушными тормозами системы Вестингаузена, однако на дороге применялись только паровые и ручные тормоза, поэтому впоследствии тормозная система заменена — на локомотиве использовался паровой тормоз, а на тендере — ручной.

## Эксплуатация
Первые паровозы Чвп
к стали работать на маршруте Сосновец — Варшава, водя тяжёлые грузовые поезда с углём весом 1000 тонн, состоящие из 40 вагонов грузоподъёмностью по 15 тонн. Данные поезда имели ручные тормоза, поэтому каждый из них обслуживался поездной бригадой из 6 кондукторов (тормозильщиков) и начальника поезда. При этом вдоль всего состава натягивался шнур для подачи сигналов локомотивной бригаде, а также для предупреждения о разрыве поезда. Максимальная скорость таких поездов была ограничена 30 км/ч.
Во время Мировой империалистической войны несколько машин были переделаны на русскую колею (1524 мм); об их дальнейшей судьбе ничего не известно. После окончания военных событий 6 паровозов (по данным на 1926 год) оказались на территории независимой Польской Республики и в 1923 году получили обозначение серии Tp109 (товарный паровоз (T) типа 0-4-0 (p) модель 109) и номера от 1 до 6; их трёхосные тендеры при этом получили серию 15C1. Все их направили в локомотивное депо Варшава-Прага и с 1924 года они стали водить сборные грузовые поезда из Варшавы в Илову. В 1930-е в депо поступили более мощные локомотивы Tr21, в связи с чем четыре Tp109 были переведены в Рыбник, а один — в Лазы; о судьбе шестой машины данных нет, но наиболее вероятно что она была направлена в Верхнюю Силезию для работы на промышленных путях.
После начала Второй мировой войны пять паровозов Tp109 были захвачены войсками Германии и на Рейхсбане получили обозначения 55 6131 — 55 6135 (серия 5561), но при этом на будках сохранились польские обозначения. В основном они работали на Варшавском железнодорожном узле. По советским данным, один паровоз был захвачен советскими войсками, но немецкие данные это не подтверждают; также нет никакой информации, что его успели переделать на русскую колею, а потому высока вероятность, что с началом советско-германской войны он также оказался на немецких дорогах.
После окончания Второй мировой на территории Польши оказался только Tp109-3, который позже сменил номер на Tp109-1 и работал в Кракове. Оригинальный же Tp109-1 оказался на территории Югославии, где получил обозначение 139-001 и до 1950 года работал в локомотивном депо Подуарт; позже он был возвращён в Польшу, но на этом информация о нём обрывается. Паровозы с номерами 2, 4 и 5 были обнаружены в 1945 году близ Гамбурга (британская зона оккупации); они проработали до 1952 года, после чего были списаны.
Польский историк Богдан Покропински писал, что в октябре 1963 года в локомотивном депо Ясло видел стоящий «под забором» паровоз с обозначением Tp109-1; однако когда он вернулся в это же депо в ноябре, то обнаружил вместо локомотива лишь кучу металлолома. Это был последний в Польше паровоз Варшаво-Венской железной дороги.

### Комментарии
1. ↑  Вероятно, опечатка в источнике